# Ex nihilo
Pour la société de production et de distribution de films, voir Agat Films & Cie - Ex Nihilo.
Ex nihilo est une expression latine signifiant « à partir de rien ». Elle est souvent utilisée en conjonction avec un terme exprimant une idée de création, comme dans le concept théologico-cosmologique de creatio ex nihilo, qui signifie littéralement « création à partir de rien », par opposition à une creatio ex materia, création à partir d'un substrat préexistant.
Cette expression apparaît dans la formulation ex nihilo nihil fit, « rien ne vient de rien », et se retrouve en science avec le premier principe de la thermodynamique (conservation de l'énergie).
On parle aussi de création ex nihilo pour la création monétaire fiduciaire (par la Banque centrale) ou scripturale (par les banques commerciales) ; le crédit est une création monétaire ex nihilo.

## Ex nihilo nihil fit: la matière incréée
Ex nihilo nihil fit, en latin, signifie que « rien ne vient de rien ». Il s'agit de la traduction d'une formule de Parménide, en grec : οὐδὲν ἐξ οὐδενός, ouden ex oudenos, « rien ne sort de rien ».
Selon les cosmogonies antiques, le monde a été produit à partir d’une matière, informelle et éternelle, appelée obscurité. Elle se présente sous la forme d’un océan de chaos primordial. Dans la mythologie sumérienne, cet océan est personnifié par la déesse Nammu, « qui a engendré le Ciel et la Terre », et a toujours existé. Dans l’épopée de la création babylonienne, Enuma Elish, le chaos préexistant est constitué de l’eau douce, Apsû, ainsi que de l’eau salée, Tiamat. Cette dernière donna naissance au dieu Marduk, qui créa le Ciel et la Terre à partir des restes de sa génitrice. Dans la cosmogonie égyptienne, un chaos aqueux préexistant, personnifié par le dieu Noun et associé aux ténèbres, engendre la colline primitive (ou, selon d’autres versions, une fleur de lotus primitive, ou encore une vache céleste). Dans la tradition grecque, l’entité originelle de l’univers est, selon les sources, parfois l’Océan (une rivière qui entoure la terre), la Nuit, ou encore l’eau. À cela peut être ajouté le récit du livre de la Genèse, qui s’ouvre sur Dieu séparant les eaux, ne les créant pas à partir de rien.

## Creatio ex nihilo: la création de la matière
Le concept de creatio ex nihilo, par opposition à ex nihilo nihil fit, signifie « création à partir de rien » : la matière n’est pas éternelle et a été créée, à l’origine du monde, par Dieu. La plupart des spécialistes de la Bible s’accordent à dire que la création ex nihilo ne se trouve pas explicitement dans le Livre de la Genèse, ni même dans l’ensemble de la Bible hébraïque, somme toute assez proche du canon des mythologies qui l’ont précédée.
On évoque parfois la possibilité que cette idée soit présente dans un passage du deuxième livre des Maccabées (2 Maccabées 7:28), ou encore chez le philosophe juif Philon d'Alexandrie, mais ces hypothèses sont aujourd’hui encore largement discutées. Il semblerait plutôt que le concept de création ex nihilo apparaisse dans la littérature chrétienne du IIe siècle, lorsque Justin de Naplouse (100-165) met en évidence les difficultés qu’il y a à concilier le récit de la « production du monde » de la Genèse avec l’omnipotence de Dieu. Une génération plus tard, des penseurs gnostiques tels que Basilide, Marcion et Valentin avancent l’idée qu’un Dieu transcendant ne peut avoir créé à partir d'un matériau préexistant. Le débat fut finalement clos par la théologie anti-gnostique de la seconde moitié du IIe siècle et du début du IIIe siècle, pour laquelle la création ex nihilo constitue une doctrine fondamentale de la théologie chrétienne.

## Sens moderne

### Informatique
Cette expression a pour équivalent anglais from scratch, (développé à partir de zéro, ou développé de rien, ou développé sans première base) employée notamment dans le jargon de la programmation informatique, comme dans Linux From Scratch.

### Tourisme
Le secteur touristique utilise également cette expression dans la désignation de tourisme hors sol par exemple des stations de ski ex nihilo